# Lagidium viscacia somuncurensis
El chinchillón de Somuncurá o pilquín de Somuncurá (Lagidium viscacia somuncurensis) es una de las subespecies en que se subdivide la especie Lagidium viscacia, un roedor de la familia de las chinchillas. Se distribuye en el nordeste de la Patagonia argentina.

## Taxonomía
Esta subespecie fue descrita originalmente en el año 1963 por el zoólogo argentino Jorge A. Crespo.
Localidad tipo
La localidad tipo referida es: “Campana Mahuida, a una altitud de 700 msnm, departamento Valcheta, Río Negro, Argentina”.
Etimología
Etimológicamente, el término subespecífico somuncurensis es un topónimo que refiere a la “terra typica” del ejemplar que sirvió para describir al taxón: la meseta de Somuncurá.
Caracterización y relaciones filogenéticas
La ubicación sistemática y relaciones respecto a otras población relacionadas aún distan de estar clarificadas, divergiendo los distintos autores en sus consideraciones. Por ejemplo, para O. P. Pearson, este taxón sería una subespecie de una especie austral, que también incluiría a L. v. boxi como subespecie típica y a L. v. moreni.

## Distribución
Esta subespecie se distribuye de manera endémica en la meseta de Somuncurá, una altiplanicie basáltica con conos volcánicos y sierras situada en el centro-este de la provincia de Río Negro, en el nordeste de la Patagonia argentina. Dentro de la meseta se la encuentra solo en las bardas rocosas de la alta sierra y del límite austral, especialmente en el área del arroyo Cona-Niyeu.
Si bien fue citada para el departamento El Cuy seguramente se refiere a otra subespecie.

## Características
Este taxón es un roedor bastante grande, de cabeza corta y redondeada, grandes ojos oscuros y orejas siempre erectas, más bien cortas. A ambos lados del hocico exhibe muy largas vibrisas, rígidas, oscuras, las que apuntan hacia abajo y hacia atrás. Tanto sus molariformes como sus incisivos crecen en forma continua.
Posee un pelaje suave, denso y lanoso, el cual exhibe un patrón cromático dorsal (incluida la cabeza) grisáceo algo lavado de pardo amarillento, sobre el cual contrasta una línea longitudinal vertebral de color muy oscuro. Ventralmente es gris pálido.
Todas sus extremidades tienen 4 dedos; las almohadillas plantares son las únicas zonas desnudas de pelaje de todo su cuerpo. Las anteriores son más cortas, y sus débiles uñas no le sirven para cavar. Las posteriores son mayores y cuentan con fuerte musculatura y largos pies, que le permite escapar de sus predadores saltando entre las rocas.
La cola es alargada y está cubierta por pelos largos, los que en su parte dorsal son gris claros y muestran mayor longitud y rigidez, concluyendo en su extremo en un mechón con forma de pincel, el cual pasa a ser muy oscuro, al igual que los pelos de la parte inferior de la cola. Esta, normalmente, se encuentra doblada hacia arriba; solamente la libera de esa posición cuando se desplaza entre las rocas, en razón de que cumple una función de balance para mantener la estabilidad durante sus grandes saltos.

## Historia natural
Muchos de los aspectos de su historia de vida se conocen poco o aún son especulativos, por lo que mayores estudios científicos se necesitan. 
Hábitat
Esta subespecie vive en altitudes promedio de 700 m s. n. m.. Sus hábitats característicos siempre poseen abundantes rocas y vegetación no arbórea, rala, incluso desértica; especialmente prefieren acantilados, bardas aisladas, roquedales de cañadones y fuertes pendientes y enclaves rocosos que emergen de altiplanicies, siempre en ambientes agrestes.
Hábitos
Posee hábitos diurnos, con mayor actividad en las primeras y últimas horas del día. Es de costumbres gregarias, viviendo en grupos familiares o colonias. Cada individuo o pareja defiende un pequeño territorio, el cual se centra en la grieta entre las rocas que utilizan como guarida y una superficie de su derredor, la que incluye un área con tierra suelta que es empleada como revolcadero para empolvar su pelaje con el objetivo de que este conserve sus cualidades aislantes. También suele contar con una plataforma rocosa o balcón de descanso, donde toma baños de sol y sobre el cual la pareja realiza entre sí sesiones de espulgamiento y acicalamiento. Para mantenerse comunicados o alertar la presencia de posibles predadores, emiten una serie de sonidos de contacto y alarma.
Dieta y depredadores
Se alimenta solamente de vegetales, en especial de gramíneas. Durante el invierno no hibernan; frente a temporadas de frío riguroso pueden descender altitudinalmente buscando mejores condiciones de vida.
Entre sus posibles predadores se encontrarían el puma (Puma concolor), zorros y grandes aves rapaces, en especial el águila mora (Geranoaetus melanoleucus).
Reproducción
Se conoce muy poco de sus hábitos de cría. La temporada reproductiva abarcaría desde la primavera hasta el fin del verano. La hembra podría ser poliéstrica, pudiendo parir 2 o 3 veces cada año, si las condiciones le son propicias. Luego de un periodo de gestación de entre 120 y 140 días, dentro de su refugio entre las rocas da a luz a una única cría (raramente 2), la que ya nace con buen desarrollo, los ojos abiertos y la capacidad de complementar con vegetales la lactancia materna, la cual dura unos 60 días. Al llegar su peso a 1 kg, alcanza su madurez sexual, esto ocurre entre los 7 y los 12 meses de vida.
Conservación
En el pasado fue cazada solo localmente, para aprovechar su carne y, en menor medida, su piel, de escasa calidad y valor comercial. Su hábitat es poco utilizable desde el punto de vista agropecuario, no ha sido alterado y fue puesto bajo protección dentro de un área de conservación provincial, por lo cual el estado de conservación de sus poblaciones no presentaría problemas.